# Deszcz marznący

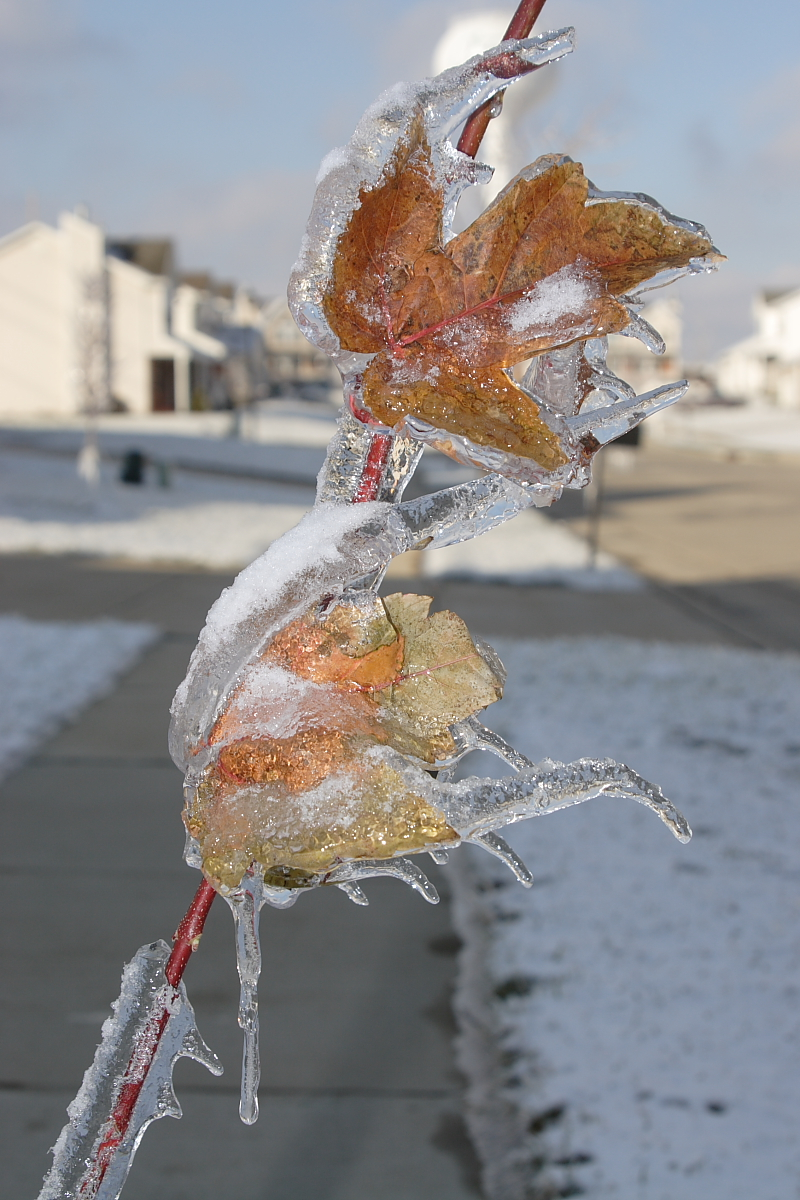
Gałązka klonu po burzy lodowej

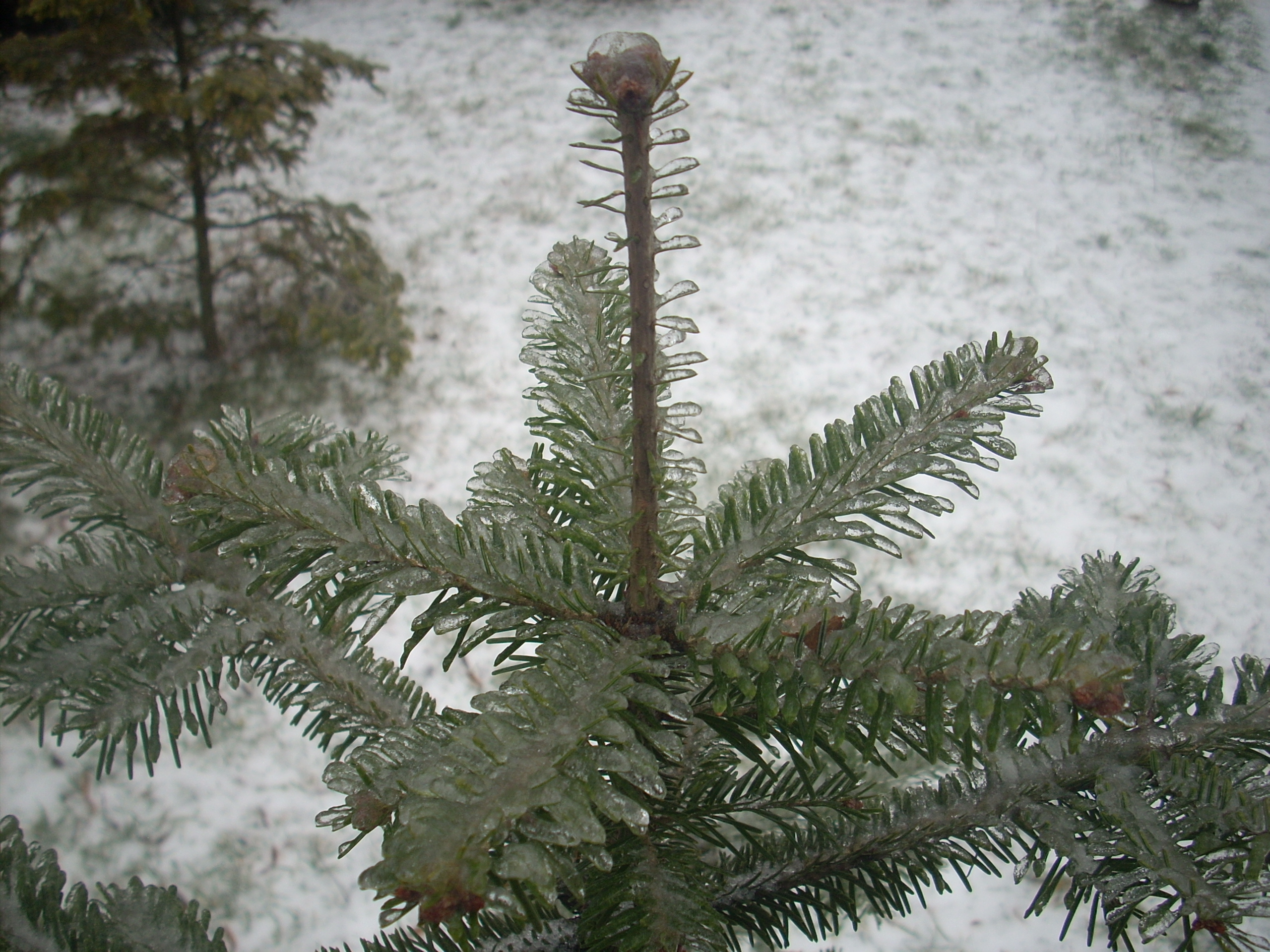
Zmarznięty deszcz na drzewie iglastym.

Deszcz marznący – deszcz, który zamarza po zetknięciu z podłożem.
Powstaje on, gdy w strefie opadu śniegu ciepłe masy powietrza tworzą warstwę, która roztapia spadający śnieg. Po przejściu przez te ciepłe warstwy powietrza deszcz wpada w strefę o temperaturze niższej od 0 °C, gdzie jest ochłodzony uzyskując temperaturę często mniejszą od 0 °C, jednak nie zamarza a pozostaje w stanie przechłodzenia. Zamarzaniu kropli tuż po ich rozlaniu się na podłożu sprzyja temperatura podłoża niższa od 0 °C.
Deszcz marznący spadając na powierzchnię ziemi tworzy gołoledź.
Czasami intensywne opady marznącego deszczu powodują znaczne utrudnienia komunikacyjne, powodują łamanie się gałęzi, zrywanie się przewodów napowietrznych linii elektroenergetycznych, wywołują zwarcia na izolatorach linii. Przybierają nawet rozmiary klęski żywiołowej, nazywanej niekiedy burzą lodową (np. w 1998 r. w Ameryce Północnej).

Zależność rodzaju opadu od rozkładu temperatury. Linia czerwona – Marznący deszcz.